# NXT Heatwave (2024)
NXT Heatwave (2024) foi o terceiro evento anual de luta livre profissional Heatwave produzido pela promoção americana WWE, e o 10º Heatwave geral. Ao contrário dos dois anos anteriores, que foram realizados como especiais de televisão, o evento de 2024 foi um evento de transmissão ao vivo. Aconteceu em 7 de julho de 2024, na Scotiabank Arena em Toronto, Ontário, Canadá, como parte do fim de semana Money in the Bank, marcando o primeiro evento de transmissão ao vivo do NXT a ser realizado no Canadá desde o NXT TakeOver: Toronto em 2019.

## Produção

### Introdução
Heatwave era originalmente o nome de um evento de luta livre profissional produzido pela Extreme Championship Wrestling (ECW) que ocorreu anualmente de 1994 a 2000. O evento de 1997 foi um pay-per-view na Internet (iPPV), enquanto as iterações de 1998 a 2000 do Heatwave transmitido no tradicional pay-per-view (PPV). A ECW fechou em 2001 e a WWE adquiriu os ativos da ECW em 2003. Em 2022, a WWE reviveu o evento para sua marca de desenvolvimento NXT como um especial anual de televisão do programa NXT. Em 4 de janeiro de 2024, foi anunciado que o terceiro Heatwave sob a bandeira da WWE, e o 10º no geral, seria realizado em 7 de julho na Scotiabank Arena em Toronto, Ontário, Canadá, como parte do fim de semana Money in the Bank. Em vez de ir ao ar como um especial de televisão como nos dois anos anteriores, o evento de 2024 foi realizado como um evento de transmissão ao vivo, marcando o primeira Heatwave a ir ao ar nas plataformas de transmissão ao vivo da WWE, Peacock nos Estados Unidos e na WWE Network na maioria dos mercados internacionais. Este também foi o primeiro evento de transmissão ao vivo do NXT a ser realizado no Canadá desde o NXT TakeOver: Toronto em 2019.

### Rivalidades

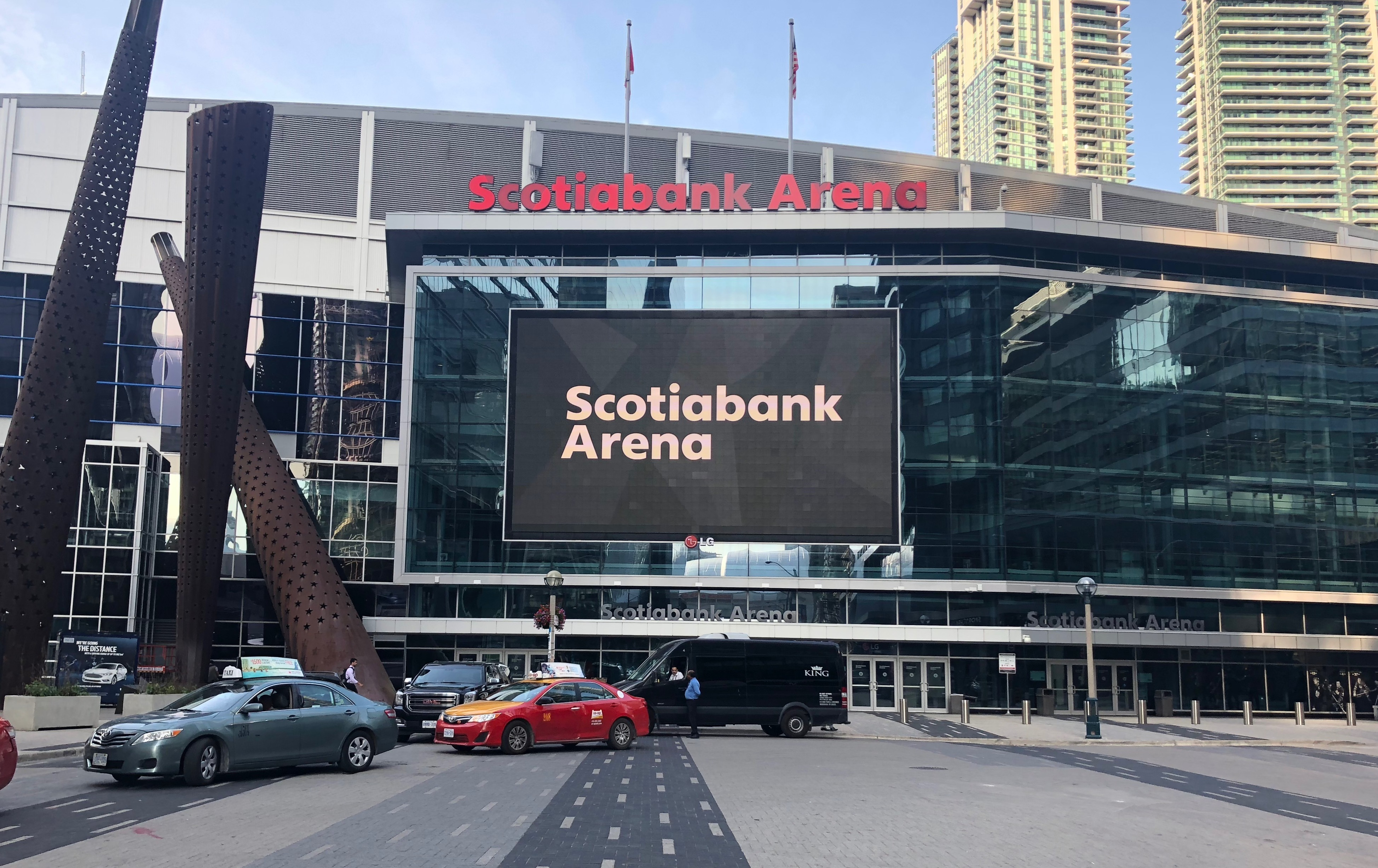
O evento foi realizado na Scotiabank Arena em Toronto, Ontário, Canadá.

O evento incluiu lutas resultantes de histórias roteirizadas. Os resultados foram predeterminados pelos escritores da WWE na marca NXT, enquanto as histórias foram produzidas no programa de televisão semanal da WWE, NXT, e no programa suplementar de streaming online, Level Up.
Depois de defender com sucesso o NXT Championship no Battleground, Trick Williams apareceu no seguinte NXT. SmackDown's Undisputed WWE Champion Cody Rhodes anunciou que Williams defenderia seu título no Heatwave contra o vencedor de um 25-man battle royal, que estava agendado para o episódio da próxima semana. A batalha real foi vencida por Je'Von Evans.
No episódio de 18 de junho do NXT, foi anunciado que Nathan Frazer e Axiom defenderiam o NXT Tag Team Championship no Heatwave contra os vencedores do o tag team turmoil match, que estava agendado para o episódio da próxima semana.

## Resultados
| Nº                                          | Resultados | Estipulações | Tempo |
| ------------------------------------------- | --- | --- | ----- |
| Pré- show                                   | Karmen Petrovic e Arianna Grace derrotaram Jacy Jayne e Jazmyn Nyx                                                 | Luta de duplas | 7:40  |
| 1                                           | Oba Femi (c) derrotou Wes Lee                                                                                      | Last Chance match pelo Campeonato Norte-Americano Desde que Femi venceu, Lee nunca poderá disputar o título enquanto Femi for campeã. | 16:19 |
| 2                                           | Kelani Jordan (c) derrotou Sol Ruca                                                                                | Luta individual pelo Campeonato Norte-Americano Feminino                                                                              | 11:37 |
| 3                                           | Nathan Frazer e Axiom (c) derrotaram Chase University (Andre Chase e Duke Hudson) (com Riley Osborne, e Thea Hail) | Luta de duplas pelo Campeonato de Duplas do NXT                                                                                       | 13:50 |
| 4                                           | Roxanne Perez (c) derrotou Lola Vice                                                                               | Luta individual pelo Campeonato Feminino NXT                                                                                          | 12:49 |
| 5                                           | Ethan Page derrotou Trick Williams (c), Je'Von Evans e Shawn Spears                                                | Luta Fatal 4-Way pelo Campeonato do NXT                                                                                               | 17:22 |
| (c) – Refere-se aos campeões antes da luta. | | |       |